# 天主教貝加莫教區
天主教貝加莫教區（拉丁語：Dioecesis Bergomensis），是義大利一個天主教教區。屬米蘭總教區。
教區包括貝加莫省的大部分地區。2012年有教友912,000人，佔總人口93.8%。有389個堂區、司鐸957名。現任教區主教為方濟·貝斯基。

## 歷史
傳統上教區第一位主教是聖納爾諾（三世紀-345年），而第一位有文獻記載的主教（名字不確定，但可能叫Dominatore）是由聖安博祝聖的。自9世紀起教區有兩座主教座堂和兩個參議會，直到1697年8月18日教宗才規定聖亞歷山大堂為座堂，兩個參議會亦合併為一。
教區修院成立於1567年10月1日。